# Aaker-Pedersker Pastorat
Aaker-Pedersker Pastorat er et pastorat i Bornholms Provsti (Københavns Stift). Pastoratet ligger i Bornholms Regionskommune (Region Hovedstaden). I Aaker-Pedersker ligger Aaker Sogn og Pedersker Sogn.